# Gaius Valerius Flaccus (Konsul 93 v. Chr.)
Gaius Valerius Flaccus war ein römischer Politiker der späten Republik.
Wohl 96 v. Chr. war er praetor urbanus. 93 v. Chr. wurde er als Konsul wohl noch während seiner Amtszeit nach Spanien geschickt, um einen Aufstand der Keltiberer niederzuwerfen, was ihm als Prokonsul im folgenden Jahr 92 v. Chr. gelang. Seine Statthalterschaft in Spanien dauerte wohl noch bis 81 v. Chr. Seit etwa Mitte der 80er Jahre verwaltete er zusätzlich die Provinz Gallia Transalpina. 81 oder 80 v. Chr. feierte er, nachdem er sich dem Diktator Sulla angeschlossen hatte, einen Triumph über Keltiberer und Gallier.